# Leptogaster agrionina
Leptogaster agrionina là một loài ruồi trong họ Asilidae. Leptogaster agrionina được Speiser miêu tả năm 1910. Loài này phân bố ở vùng nhiệt đới châu Phi.